# Палеоклиматология
Палеоклиматоло́гия (греч. παλαιός — «древний», «старинный», др.-греч. κλίμα — «наклон», др.-греч. λόγος — «учение, слово») — наука о климатах прошлого и климатической истории Земли. Древние климаты реконструируются по различным косвенным признакам — вещественному составу и текстурным особенностям осадочных горных пород, по ископаемым остаткам организмов и другим признакам. Анализ и обобщение сведений, полученных по геологическим данным, проводятся на основе теоретических положений климатологии, метеорологии, географии, геофизики и астрономии.

## История науки
Первые попытки палеоклиматического толкования ископаемых органических остатков принадлежат английскому физику и математику Р. Гуку, установившему в 1686, что когда-то на Земле климат был более тёплым, и объяснившему этот факт изменением положения земной оси. Толчком к развитию палеоклиматологии послужило открытие и исследование в Европе следов четвертичного оледенения (одним из основоположников учения об оледенениях был Петр Кропоткин), которые стали главными объектами изучения палеоклиматологии. Однако сама наука ведёт начало лишь с 80-х гг. XIX века, когда в качестве показателей древних климатов начали использовать наряду с палеонтологическими данными литологические, которые в значительной степени зависят от климатических факторов и служат весьма ценными климатическими индикаторами: соль (аридный климат), бокситы и бобовая руда (чередование влажного и сухого тёплого климата), торф и каменный уголь, каолин (влажный климат), известняк (тёплый климат), ледниковые морены (холодный климат). Появляются монографии по истории древних климатов (французский учёный Э. Даке, 1915; немецкие — В. Кеппен и А. Вегенер, 1924; американский — К. Брукс, 1926; немецкий — М. Шварцбах, 1950), в которых развитие климата ставилось в зависимость от какого-либо одного фактора. Так, Брукс объяснял изменение климата палеогеографическими условиями, Кеппен и Вегенер — перемещением полюсов и дрейфом материков и т. п.
Большой вклад в её развитие как отдельной области знания сделал Альфред Вегенер. Он не только сделал много в деле создания палеоклиматических реконструкции, но и использовал их для восстановления расположения континентов и обоснования своей теории дрейфа материков — предтечи современной тектоники плит.
Мощнейшее развитие наука получила в конце XX — начале XXI веков в связи с возрастающей остротой проблемы изменения климата. Её решение или хотя бы понимание происходящего невозможно без тщательного изучения истории климата прошлых геологических эпох.
В конце XX века были проведены масштабные международные и междисциплинарные проекты по изучению климата. В их числе можно назвать бурение покровных ледников Антарктиды и Гренландии; бурение крупных континентальных озёр с длительной историей осадконакопления: Байкала, Иссык-Куля, Каспийского моря и некоторых других. В результате получено огромное количество новых данных об истории климата четвертичного и третичного периодов, однако создание климатической теории, объясняющей все факты, далеко от завершения. В научном сообществе нет единства по самым основополагающим вопросам.
В арсенале палеоклиматологии множество самых разнообразных методов, но именно это разнообразие нередко и приводит к противоречивым результатам. Это позволило одному известному палеоклиматологу в книге К. Ю. Еськова «Удивительная палеонтология» охарактеризовать состояние науки следующим образом:

— Глубокоуважаемые коллеги! Я категорически настаиваю на том, что Земля круглая. (Лёгкий шум в зале.) Я настаиваю также на том, что Земля вертится, а ось её вращения наклонена относительно плоскости эклиптики. Из этих трёх обстоятельств следует, как вам должно быть известно из курса географии для шестого класса средней школы, существование экваториально-полярного температурного градиента, западного переноса в атмосфере и смены времён года. (Шум в зале сменяется полной тишиной.) Так вот, обращаю ваше внимание на то, что в подавляющем большинстве из представленных здесь палеоклиматических реконструкций нарушается по меньшей мере одно из этих исходных условий…

## Методы
В палеоклиматологии используются разнообразные косвенные методы изучения истории климата. Изучение осадочных пород может многое рассказать о климате, в котором они образовались. Во время оледенений образуются морены, тиллиты и породы с валунами, транспортированными ледниками. Когда ледник отступает, то на его обнажённом ложе начинаются ураганы, которые переносят огромные массы песка и пыли, отлагающиеся в виде лёссов. В жарком климате пустынь формируются отложения песчаников и эвапоритов.
Биогеографические методы основаны на связи ареалов живых организмов в зависимости от климата. Многие виды животных и растений могут жить только в узком диапазоне климатических условий, и по ареалам их распространения можно восстановить климатические зоны.
Существуют и минералогические признаки климата. Так, например, минерал глауконит, выглядящий как зелёная глина, образуется только при температуре воды ниже 15 °C и часто используется как признак в климатических реконструкциях.
Оценка температуры вод древних морских бассейнов осуществляется с помощью количественных соотношений изотопов кислорода 18O и 16O в кальците раковин ископаемых беспозвоночных (белемнитов, фораминифер), а также соотношений Ca:Mg и Ca:Sr в карбонатных осадках и скелетах ископаемых организмов. Существенное значение также приобрёл палеомагнитный метод (см. Палеомагнетизм), позволяющий вычислить положение древних широт с использованием остаточной намагниченности некоторых вулканических и осадочных пород, содержащих ферромагнитные минералы (магнетит, гематит, титаномагнетит), приобретённой под влиянием магнитного поля Земли, существовавшего во время формирования этих пород.
При изучении палеоклимата Арктики используется соотношение изотопов 18O и 16O в повторно-жильных и поровых льдах. По соотношению изотопов кислорода можно рассчитать температуру осадков, которые сформировали многолетние мерзлые породы, а их возраст часто датируется по органическим остаткам в льдах радиоуглеродным методом.
Чтобы получить более комплексную информацию о климатах прошедших эпох применяют математическое моделирование. Для этого глобальная климатическая модель инициализируется при помощи данных полученных косвенными методами. При палеоклиматических исследованиях обычно используют модели с небольшим пространственным разрешением, поскольку обсчитываются сравнительно большие периоды времени и на высоких разрешениях это заняло бы значительное время.

## Основные положения
В результате комплексного изучения геологических отложений учёные составляют палеоклиматические реконструкции: специальные карты, на которых на определённый момент геологического времени отображены климатические зоны. Такая карта может являться источником новой информации. Как было сказано выше, Альфред Вегенер использовал их для определения положения континентов. Также обобщением данных по всей Земле можно получить представление о глобальном климате Земли на определённый момент геологического времени.
Палеоклиматологические исследования показывают, что климат на Земле неразрывно связан с историей её живых обитателей, космическими факторами, как-то: изменениям земной орбиты, падениями крупных метеоритов; геологическими событиями, типа крупных извержений, эпох горообразования и перемещений континентов. При этом большинство этих факторов действуют совместно и одновременно и взаимно влияют друг на друга. Поэтому в большинстве случаев, установив изменение климата, не удаётся однозначно связать его с каким-либо одним фактором, и событие объясняют комплексом факторов.
В последнее время большую популярность приобрели гипотезы, рассматривающие изменения климата как результат взаимодействия биосферы с атмосферой и другими оболочками земли. При этом большая роль отводится парниковым газам. Один из механизмов такого взаимодействия заключается в том, что бурное развитие жизни обедняет атмосферу углекислым газом и метаном, в результате чего парниковый эффект ослабляется и на планете наступает похолодание, вплоть до начала ледникового периода. Современные геологические данные показывают, что ни одна из многочисленных гипотез не может до конца выяснить причины изменения климатов прошлого.
Значение палеоклиматологии состоит в том, что, изучая историю климатического развития Земли, она расширяет представления о протекавших в прошлом процессах выветривания и осадконакопления, и об образовании связанных с ними месторождений полезных ископаемых, показывает условия существования растительности и животного мира в минувшие геологические эпохи, позволяет прогнозировать изменения климата в будущем.

## История климата
Знания о точных климатических явлениях уменьшаются по мере того, как записи уходят в прошлое, но некоторые значимые климатические события считаются известными:

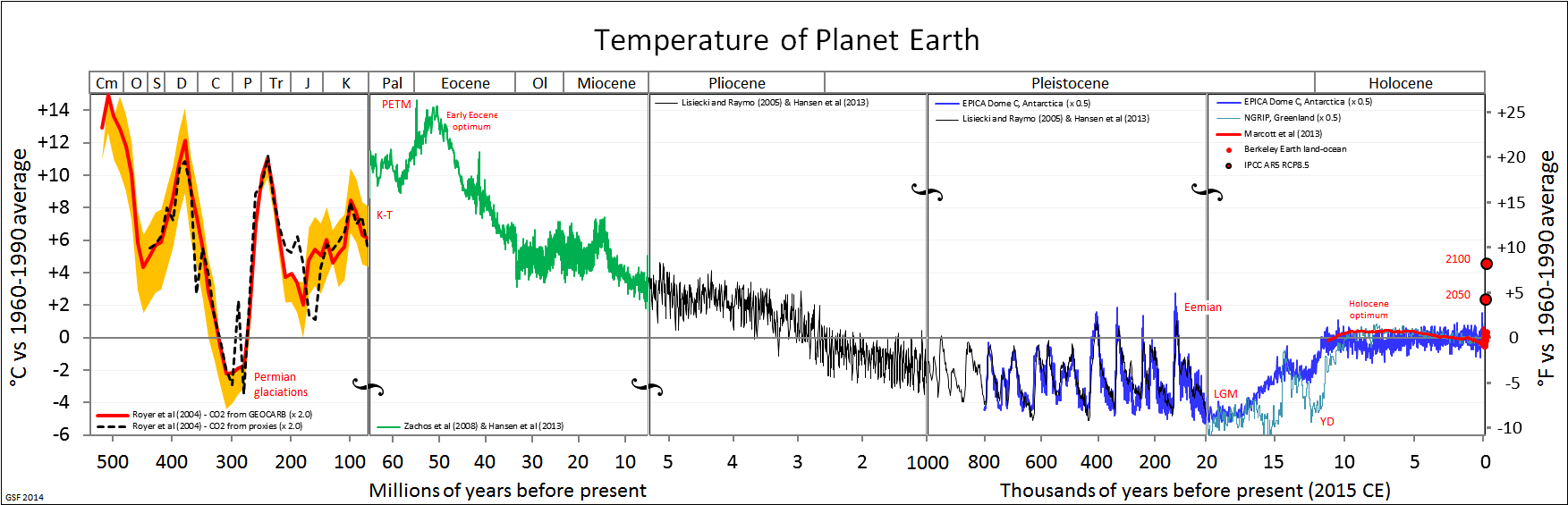
Изменения средней температуры на Земле в Фанерозое

Содержание кислорода в атмосфере за последний миллиард лет

- Парадокс слабого молодого Солнца (начало)
- Гуронское оледенение (~2400 млн л.н. Земля полностью покрылась льдом в возможной связи с Кислородной катастрофой)
- Андско-Сахарское оледенение (~450 млн л.н.)
- Кризис карбоновых лесов (~300 млн л.н.)
- Массовое пермское вымирание (251,4 млн л.н.)
- Аноксия океана (~120 млн л.н., 93 млн л.н., и пр.)
- Мел-палеогеновое вымирание (66 млн л.н.)
- Палеоцен-эоценовый термический максимум (55 млн л.н.)
- Поздний дриас (большой мороз) (~11 000 л. до н. э.)
- Атлантический климатический оптимум (~7000-3000 л. до н. э.)
- Похолодание 535—536 годов (535—536 гг н. э.)
- Средневековый климатический оптимум (900—1300)
- Малый ледниковый период (1300—1800)
- Год без лета (1816)

## История атмосферы Земли

### Ранняя атмосфера
Первая атмосфера состояла из газов солнечной туманности, преимущественно из водорода. Также в её состав вероятно входили летучие водородные соединения, найденные у газовых гигантов таких как Юпитер и Сатурн, в особенности водяной пар, метан и аммиак. С рассеиванием солнечной туманности, газы были унесены, отчасти за счёт солнечного ветра.

### Вторая атмосфера
Следующая атмосфера, содержащая преимущественно азот, углекислый и инертные газы, была выброшена вследствие вулканических явлений, подогреваемых поздней тяжёлой бомбардировкой Земли огромными астероидами. Большая часть углекислого газа вскоре растворилась в воде и образовала карбонатные отложения.
Находки водных отложений датируются 3,8 млрд л.н. Около 3,4 млрд л.н., азот был главным компонентом стабильной в дальнейшем «второй атмосферы». Продукты жизнедеятельности довольно скоро окажут своё влияние на атмосферу, ведь находки ранних форм жизни обозначены 3,5 млрд л.н. Факт же, что солнечная светимость была на 30 % меньше наблюдаемой сегодня, обозначен как парадокс слабого молодого Солнца.
Геологические записи, однако, свидетельствуют об относительно тёплой температуре поверхности Земли в то время, за исключением одной ледниковой фазы около 2,4 млрд л.н. В позднем Архее стала формироваться кислород-содержащая атмосфера, видимо благодаря фотосинтезирующим цианобактериям (см. кислородная катастрофа), которые были найдены в виде окаменелостей строматолитов 2,7 млрд л.н. Изотопное соотношение углерода в то время во многом соответствовало нынешнему, это позволяет полагать, что основные особенности углеродного цикла были установлены 4 млрд л.н.

### Третья атмосфера
Постоянная перестройка континентов тектоническими силами оказывает долгосрочное влияние на эволюцию атмосферы за счёт перемещения углекислого газа в крупные континентальные хранилища и из них. Свободный кислород не существовал в атмосфере до 2,4 млрд л.н. пока не наступила кислородная катастрофа. На появление кислорода указывает окончание полосчатых железных преобразований. До этого момента, всякий фотосинтезированный кислород тратился на окисление восстановительных материалов, особенно железа. Свободный кислород не накапливался в атмосфере до тех пор, пока не уменьшилась доступность восстановительных материалов и скорость его производства не стала превышать скорости окислительных реакций. В дальнейшем был осуществлён переход от восстановительной атмосферы к окислительной. Содержание свободного кислорода значительно колебалось до конца докембрия, лишь тогда оно достигло устойчивого состояния более 15 %. Следующей стадией развития стал Фанерозой, в течение которого начали появляться многоклеточные живые организмы, дышащие кислородом.
Количество кислорода в атмосфере колебалось в течение последних 600 миллионов лет, достигнув пика в 35 % в течение каменноугольного периода, который значительно превышает сегодняшние 21 %. Изменения в атмосфере регулируются двумя основными процессами: растения используют углекислый газ, высвобождая кислород и вызывая распад пирита; тогда как извержения вулканов выделяют серу, которая окисляется и уменьшает количество кислорода. Однако извержения вулканов также выделяют углекислый газ, который растения могут преобразовывать в кислород. Точная причина изменения количества кислорода в атмосфере неизвестна. Периоды с повышенным содержанием кислорода связаны с быстрым развитием животных. Сегодняшняя атмосфера содержит 21 % кислорода, что достаточно для продолжения этого развития.

## Причины изменений климата
Изменения климата обусловлены различными факторами: переменами в земной атмосфере, процессами, происходящими в других частях Земли, таких как океаны, ледники, а также эффектами, сопутствующими деятельности человека. Внешние процессы, формирующие климат, — это изменения солнечной радиации и орбиты Земли.
- изменение размеров и взаимного расположения материков и океанов,
- изменение светимости солнца,
- изменения параметров орбиты и оси Земли,
- изменение прозрачности атмосферы и её состава в результате изменений вулканической активности Земли,
- изменение концентрации парниковых газов (СО2 и CH4) в атмосфере,
- изменение отражательной способности поверхности Земли (альбедо),
- изменение количества тепла, имеющегося в глубинах океана.

Погода — это ежедневное состояние атмосферы и является хаотичной нелинеарной динамической системой. Климат — это усредненное состояние погоды и он, напротив, стабилен и предсказуем. Климат включает в себя такие показатели как средняя температура, количество осадков, количество солнечных дней и другие переменные, которые могут быть измерены в каком-либо определённом месте. Однако на Земле происходят и такие процессы, которые могут оказывать влияние на климат.

### Оледенения
Ледники признаны одними из самых чувствительных показателей изменения климата. Они существенно увеличиваются в размерах во время охлаждения климата (т. н. «малые ледниковые периоды») и уменьшаются во время потепления климата. Ледники растут и тают из-за природных изменений и под влиянием внешних воздействий. В прошлом веке ледники не были способны регенерировать достаточно льда в течение зим, чтобы восстановить потери льда во время летних месяцев. Самые значительные климатические процессы за последние несколько миллионов лет — это гляциальные и интергляциальные циклы текущего ледникового периода, обусловленные изменениями орбиты Земли. Изменение состояния континентальных льдов и колебания уровня моря в пределах 130 метров являются в большинстве регионов ключевыми следствиями изменения климата.

### Изменчивость мирового океана
В масштабе десятилетий климатические изменения могут быть результатом взаимодействия атмосферы и мирового океана. Многие флуктуации климата, включая наиболее известную южную осцилляцию Эль-Ниньо, а также североатлантическую и арктическую осцилляции, происходят отчасти благодаря возможности мирового океана аккумулировать тепловую энергию и перемещению этой энергии в различные части океана. В более длительном масштабе в океанах происходит термогалинная циркуляция, которая играет ключевую роль в перераспределении тепла и может значительно влиять на климат.

### Климатическая память
В более общем аспекте изменчивость климатической системы является формой гистерезиса, то есть это значит, что настоящее состояние климата является не только следствием влияния определённых факторов, но также и всей историей его состояния. Например, за десять лет засухи озера частично высыхают, растения погибают, и площадь пустынь увеличивается. Эти условия вызывают, в свою очередь, менее обильные дожди в последующие за засухой годы. Т. о. изменение климата является саморегулирующимся процессом, поскольку окружающая среда реагирует определённым образом на внешние воздействия, и, изменяясь, сама способна воздействовать на климат.

### Парниковые газы
Последние исследования показывают, что парниковые газы являются главной причиной глобального потепления. Парниковые газы имеют также значение для понимания климатической истории Земли. Согласно исследованиям, парниковый эффект, возникающий в результате нагревания атмосферы тепловой энергией, удерживаемой парниковыми газами, является ключевым процессом, регулирующим температуру Земли.
В течение последних 600 млн лет концентрация диоксида углерода в атмосфере варьировались от 200 до более чем 5000 чнм из-за воздействия геологических и биологических процессов. Однако в 1999 г. Вейзер и др. показали, что на протяжении последних десятков миллионов лет нет строгой корреляции между концентрацией парниковых газов и изменением климата и что более важная роль принадлежит тектоническому движению литосферных плит. Позднее Ройер и др. использовали корреляцию СО2 — климат, чтобы вывести значение «чувствительности климата». Есть несколько примеров быстрых изменений концентрации парниковых газов в земной атмосфере, имеющих строгую корреляцию с сильным потеплением, среди которых термальный максимум палеоцена — эоцена, вымирание видов перми — триаса и конец варяжской «Земли — снежка» (snowball earth event).
Согласно данным Межгосударственной группы экспертов по изменению климата (МГЭИК) от 2007 года, концентрация СО2 в атмосфере в 2005 году составила 379 чнм3, в доиндустриальный период она составляла 280 чнм3.

### Тектоника литосферных плит
На протяжении длительных отрезков времени тектонические движения плит перемещают континенты, формируют океаны, создают и разрушают горные хребты, то есть создают поверхность, на которой существует климат. Недавние исследования показывают, что тектонические движения усугубили условия последнего ледникового периода: около 3 млн лет назад северо- и южноамериканская плиты столкнулись, образовав Панамский перешеек и закрыв пути для прямого смешивания вод Атлантического и Тихого океанов.

### Солнечное излучение
Солнце является основным источником тепла в климатической системе. Солнечная энергия, превращённая на поверхности Земли в тепло, является неотъемлемой составляющей, формирующей земной климат. Если рассматривать длительный период времени, то в этих рамках Солнце становится ярче и выделяет больше энергии, так как развивается согласно главной последовательности. Это медленное развитие влияет и на земную атмосферу. Считается, что на ранних этапах истории Земли Солнце было слишком холодным для того, чтобы вода на поверхности Земли была жидкой, что привело к т. н. «парадоксу слабого молодого Солнца».
На более коротких временных отрезках также наблюдаются изменения солнечной активности: 11-летний солнечный цикл и более длительные модуляции. Однако 11-летний цикл возникновения и исчезновения солнечных пятен не отслеживается явно в климатологических данных. Изменение солнечной активности считается важным фактором наступления малого ледникового периода, а также некоторых потеплений, наблюдаемых между 1900 и 1950 годами. Циклическая природа солнечной активности ещё не до конца изучена; она отличается от тех медленных изменений, которые сопутствуют развитию и старению Солнца.

### Изменения орбиты и оси
По своему влиянию на климат изменения эксцентрисета земной орбиты, а также нутация и прецессия оси сходны с колебаниями солнечной активности, поскольку небольшие отклонения в положении орбиты и оси приводят к перераспределению солнечного излучения на поверхности Земли. Такие изменения положения орбиты и оси называются циклами Миланковича, они предсказуемы с высокой точностью, поскольку являются результатом физического взаимодействия Земли, её спутника Луны и других планет. Изменения орбиты и оси считаются главными причинами чередования гляциальных и интергляциальных циклов последнего ледникового периода. Результатом прецессии и нутации земной оси и изменения эксцентрисета орбиты являются и менее масштабные изменения, такие как периодическое увеличение и уменьшение площади пустыни Сахара.

### Вулканизм
Одно сильное извержение вулкана способно повлиять на климат, вызвав похолодание длительностью несколько лет. Например, извержение вулкана Пинатубо в 1991 году существенно повлияло на климат. Гигантские извержения, формирующие крупнейшие магматические провинции, случаются всего несколько раз в сто миллионов лет, но они влияют на климат в течение миллионов лет и являются причиной вымирания видов. В начале ученые полагали, что причиной похолодания является эмитированная в атмосферу вулканическая пыль, поскольку она препятствует достигнуть поверхности Земли солнечному излучению. Однако измерения показывают, что большая часть пыли оседает на поверхности Земли в течение шести месяцев.
Вулканы являются также частью геохимического цикла углерода. На протяжении многих геологических периодов диоксид углерода высвобождался из недр Земли в атмосферу, нейтрализуя тем самым количество СО2, изъятого из атмосферы и связанного осадочными породами и другими геологическими поглотителями СО2. Однако этот вклад не сравнится по величине с антропогенной эмиссией оксида углерода, которая, по оценкам Геологической службы США, в 130 раз превышает количество СО2, эмитированного вулканами.

### Антропогенное воздействие на изменение климата
Антропогенные факторы включают в себя деятельность человека, которая изменяет окружающую среду и влияет на климат. В некоторых случаях причинно-следственная связь прямая и недвусмысленная, как, например, при влиянии орошения на температуру и влажность, в других случаях эта связь менее очевидна. Различные гипотезы влияния человека на климат обсуждались на протяжении многих лет. В конце XIX века в западной части США и Австралии была, например, популярна теория «дождь идёт за плугом» (англ. rain follows the plow). Главной проблемами сегодня являются растущая из-за сжигания топлива и обезлесивания концентрация СО2 в атмосфере, аэрозоли в атмосфере, влияющие на её охлаждение, и цементная промышленность. Другие факторы, такие как землепользование, уменьшение озонового слоя, животноводство и вырубка лесов, также влияют на климат.

#### Сжигание топлива
Начав расти во время промышленной революции в 1850-х годах и постепенно ускоряясь, потребление человечеством топлива привело к тому, что концентрация СО2 в атмосфере возросла с ~280 чнм до 380 чнм. При таком росте спроецированная на конец XXI века концентрация будет составлять более 560 чнм. Известно, что сейчас уровень СО2 в атмосфере выше, чем когда-либо за последние 750 000 лет. Вместе с увеличивающейся концентрацией метана эти изменения предвещают рост температуры на 1.4-5.6°С в промежутке между 1990 и 2100 годами.

#### Аэрозоли
Считается, что антропогенные аэрозоли, особенно сульфаты, выбрасываемые при сжигании топлива, влияют на охлаждение атмосферы. Полагают, что это свойство является причиной относительного «плато» на графике температур в середине XX века.

#### Цементная промышленность
Производство цемента является интенсивным источником выбросов СО2. Диоксид углерода образуется, когда карбонат кальция(CaCO3) нагревают, чтобы получить ингредиент цемента оксид кальция (СаО или негашёная известь). Производство цемента является причиной приблизительно 2,5 % выбросов СО2 индустриальных процессов (энергетический и промышленный сектора).

#### Землепользование
Существенное влияние на климат оказывает землепользование. Орошение, вырубка лесов и сельское хозяйство коренным образом меняют окружающую среду. Например, на орошаемой территории изменяется водный баланс. Землепользование может изменить альбедо отдельно взятой территории, поскольку изменяет свойства подстилающей поверхности и тем самым количество поглощаемого солнечного излучения. Например, есть причины предполагать, что климат Греции и других средиземноморских стран поменялся из-за масштабной вырубки лесов между 700 лет до н. э. и началом н. э. (древесина использовалась для строительства, кораблестроения и в качестве топлива), став более жарким и сухим, а те виды деревьев, которые использовались в кораблестроении, не растут больше на этой территории. Согласно исследованию 2007 года Лаборатории реактивного движения (англ. Jet Propulsion Laboratory) средняя температура в Калифорнии возросла за последние 50 лет на 2 °C, причём в городах этот рост намного выше. Это является в основном следствием антропогенного изменения ландшафта.

#### Скотоводство
Согласно отчету ООН «Длинная тень скотоводства» от 2006 года скот является причиной 18 % выбросов парниковых газов в мире. Это включает в себя и изменения в землепользовании, то есть вырубку леса под пастбища. В тропических лесах Амазонки 70 % вырубки лесов производится под пастбища, что послужило основной причиной, почему Продовольственная и сельскохозяйственная организация ООН (англ. Food and Agriculture Organization, FAO) в сельскохозяйственном отчёте за 2006 год включила землепользование в сферу влияния скотоводства. В дополнение к выбросам СО2, скотоводство является причиной выброса 65 % оксида азота и 37 % метана, имеющих антропогенное происхождение.

### Взаимодействие факторов
Влияние на климат всех факторов, как естественных, так и антропогенных, выражается единой величиной — радиационным прогревом атмосферы в Вт/м².
Извержения вулканов, оледенение, дрейф континентов и смещение полюсов Земли — мощные природные процессы, влияющие на климат Земли. В масштабе нескольких лет вулканы могут играть главную роль. В результате извержения вулкана Пенатубо в 1991 году на Филиппинах на высоту 35 км было заброшено столько пепла, что средний уровень солнечной радиации снизился на 2,5 Вт/м². Однако эти изменения не являются долгосрочными, частицы относительно быстро оседают вниз. В масштабе тысячелетий определяющим климат процессом будет, вероятно, медленное движение от одного ледникового периода к следующему.
В масштабе нескольких столетий на 2005 год по сравнению с 1750 годом имеется комбинация разнонаправленных факторов, каждый из которых значительно слабее, чем результат роста концентрации в атмосфере парниковых газов, оцениваемый как прогрев на 2,4-3,0 Вт/м². Влияние человека составляет менее 1 % от общего радиационного баланса, а антропогенное усиление естественного парникового эффекта — примерно 2 %, с 33 до 33,7 °C. Таким образом, средняя температура воздуха у поверхности Земли увеличилась с доиндустриальной эпохи (примерно с 1750 года) на 0,7 °C.

### Микулинское межледниковье
Большое значение в предсказании возможных последствий современных колебаний климата имеет восстановление природных условий предшествующего межледниковья — Микулинского, — имевшего место после окончания Рисского (Днепровского) оледенения. В максимально тёплые эпохи Микулинского межледниковья температура была на несколько градусов выше современной (установлено по данным изотопных анализов остатков микроорганизмов и газовых включений в покровных ледниках Антарктиды и Гренландии), границы природных зон были смещены к северу на несколько сотен километров по сравнению с современными. При реконструкции более тёплых периодов современного межледниковья — так называемого Климатического оптимума голоцена, имевшего место от 6 до 5 тыс. лет назад, установлено следующее. Среднегодовая температура была на 2—3 градуса выше современной, и границы природных зон также были расположены севернее современных (их общий план географического распространения примерно совпадал с Микулинским межледниковьем). Из имеющихся данных по палеогеографии логично предположить, что при дальнейшем росте температур географическая оболочка будет трансформироваться аналогичным образом. Это противоречит гипотезам о похолодании севера Европы и Северной Америки и смещении природных зон в этих регионах на юг от их современного положения.

### Лихвинское межледниковье
Ещё более теплым, чем Микулинское (и вообще самым теплым в плейстоцене), было Лихвинское межледниковье. Датируется примерно 350—300 тыс. лет до н. э. Климат в это время был значительно теплее современного. Согласно реконструкции, сделанной по ископаемой пыльце растений, в низовьях Печоры были распространены еловые и сосново-березовые леса, в верховьях Печоры, на междуречье Северной Двины и Пинеги и в бассейне Вычегды росли дуб, вяз, липа, а в бассейне Сухоны — граб. На широте Москвы граб и пихта были доминантами фитоценозов, также встречались орех, бук, каштан и даже такие теплолюбивые растения, как лапина и самшит. Тундра на материке и тайга в её современном виде отсутствовали.